# Ubagaraswani Bernadotte

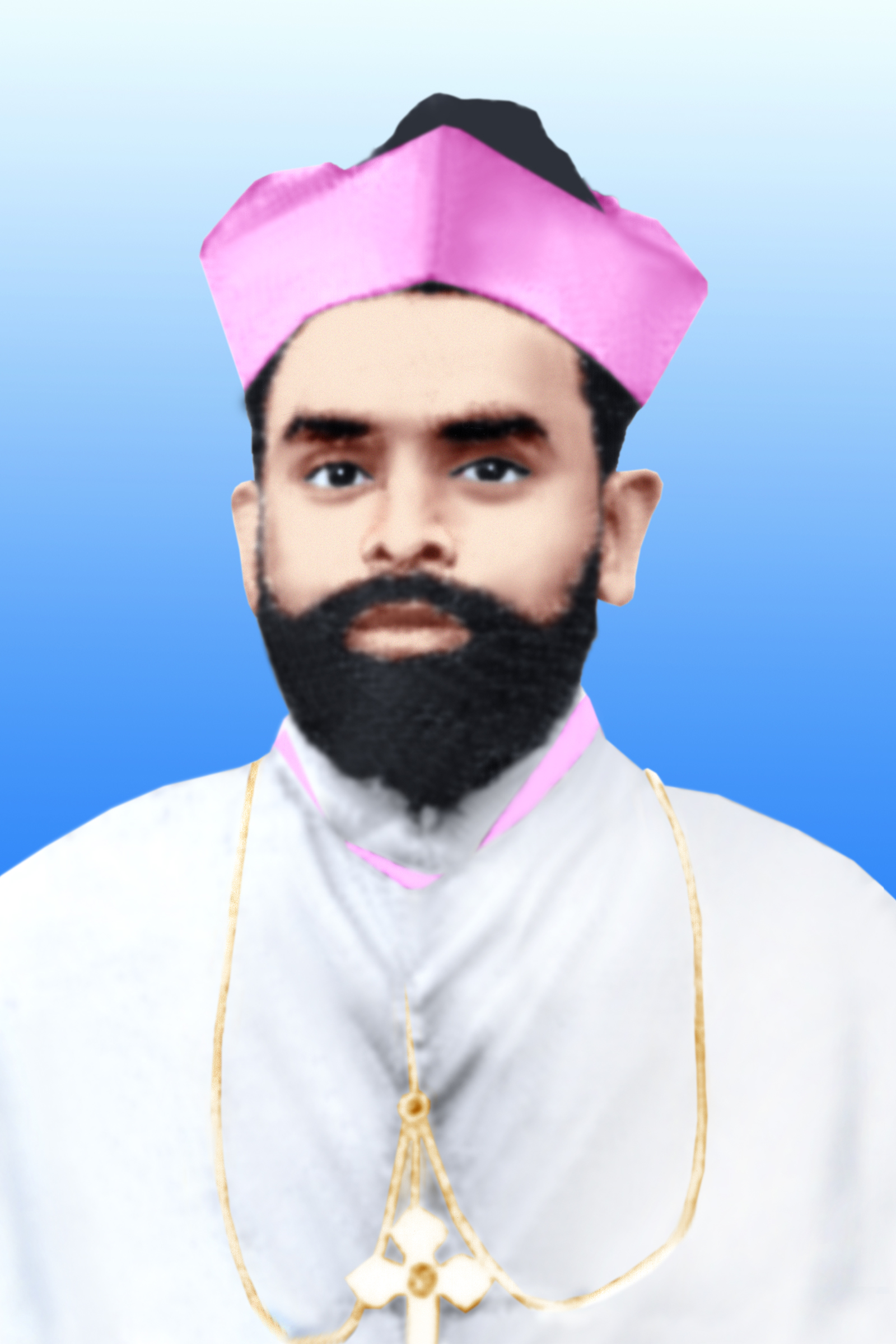
Ubagaraswani Bernadotte

Ubagaraswani Bernadotte (* 12. Februar 1899 in Rettiarpalayam, Britisch-Indien; † 5. Februar 1949) war ein indischer Geistlicher und Bischof von Coimbatore.

## Leben
Ubagaraswani Bernadotte empfing am 23. Mai 1925 das Sakrament der Priesterweihe.
Am 9. April 1940 ernannte ihn Papst Pius XII. zum Bischof von Coimbatore. Der Erzbischof von Pondicherry, Auguste-Siméon Colas MEP, spendete ihm am 25. Juli desselben Jahres die Bischofsweihe; Mitkonsekratoren waren der Bischof von Kumbakonam, Peter Francis Rayappa, und der Bischof von Salem, Henri-Aimé-Anatole Prunier MEP.